# Dimítrios Souliótis

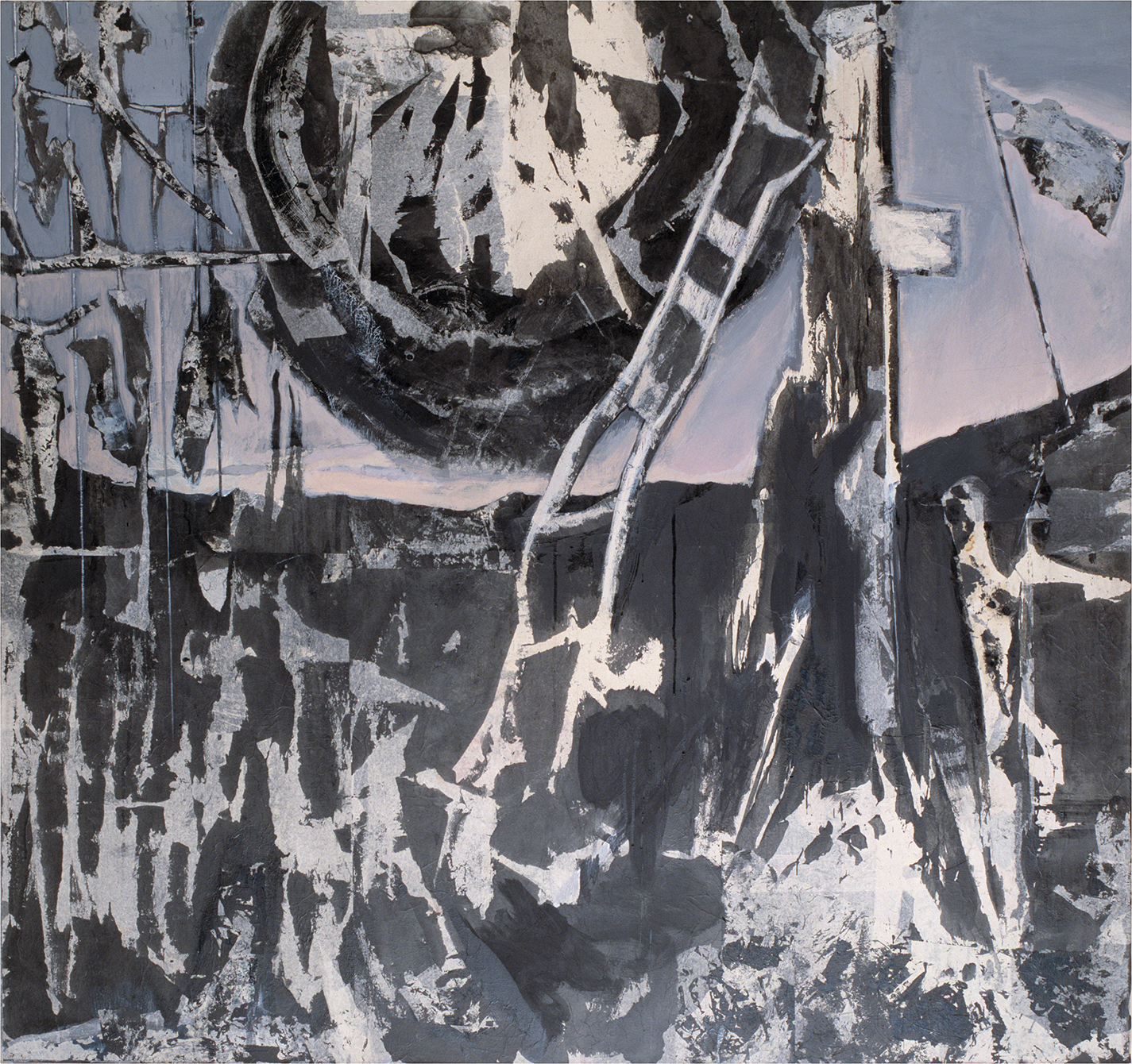
La Descente de la Croix

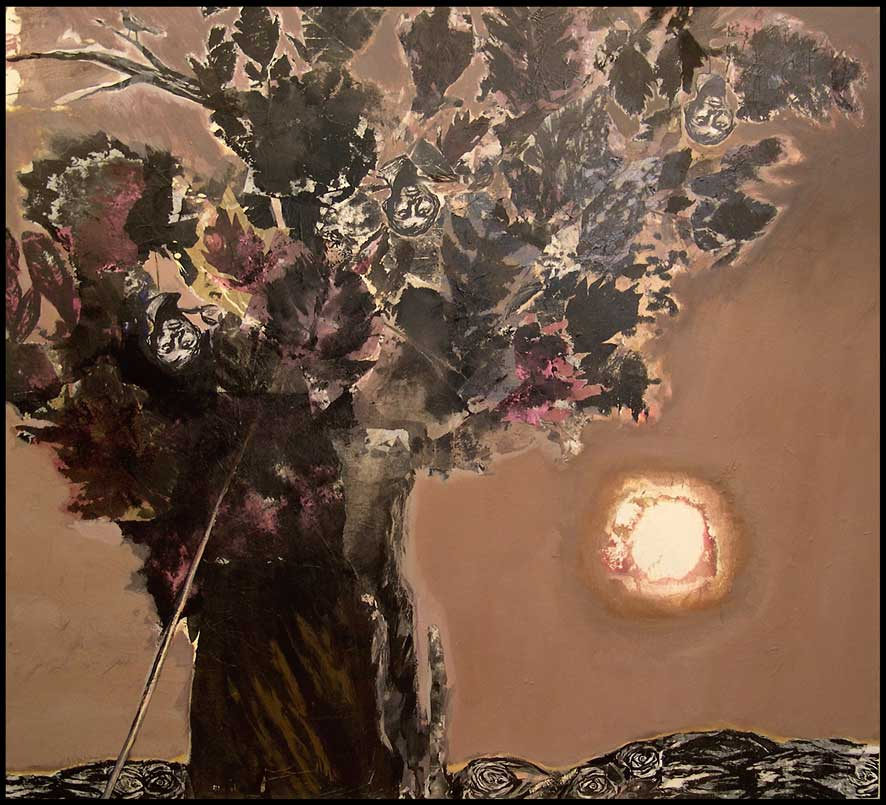
Le Retour

Dimítrios Souliótis (en grec : Δημήτριος Σουλιώτης) est un peintre grec né à Trikala en 1966.

## Biographie
Il a étudié dans l'atelier de S. Koursaris et A. Apergis (1982-1983) et l'Académie des Beaux-arts d'Athènes sous D. Mytaras (1985-1990). Il a reçu son diplôme avec distinction.
Ayant obtenu une bourse d'études de l'État français, il a continué ses études (gravure) à l'Ecole nationale supérieure des arts décoratifs (ENSAD) dans l'atelier de Jean Clerté (1993-1995). Il a représenté l'ENSAD au salon SAGA.
Il a gagné plusieurs prix, tel que le Prix de Peinture E. R. Michailov de la Fondation Taylor (1993), le Prix de Peinture Charles Oulmont de la Fondation de France (1993), le premier prix de gravure à la compétition TALENS (1995) et le 1er prix de gravure au Festival international Arte - Viva à Senigalia en Italie.
Il a présenté son travail dans les expositions personnelles :
- La galerie 7 Athènes (1991)
- Gallery CROUS Paris (1993)
- Fondation TAYLOR Paris (1996)
- Galerie TITANIUM  Athènes (1997) (voir les œuvres en ligne : Gallery Titanium)
- Galerie LEFOR-OPENO Paris (1999)
- Galerie L'ATELIER Le Mans (2001)
- Galerie YIAYIANNOS Athènes (2002)
- Galerie PARATIRITIS Salonique 2002
- Château de Bouillants France 2005
- Galerie YIAYIANNOS-TITANIUM Athènes 2007
- Galerie Akie Arichi Paris 2010[1]

Il a participé à de nombreuses expositions de groupe en Grèce et en France.